# John Lloyd Taylor
John Lloyd "J.T." Taylor (nacido el 23 de marzo de 1982) es un músico estadounidense. No se debe confundir con el bajista de Duran Duran con quien comparte nombre. ES más conocido por ser el guitarrista líder y director musical para la popular banda de pop rock los Jonas Brothers. También está en la banda anteriormente conocida como Bulldozer, ahora Ocean Grove, consistente en él mismo y el resto de la banda de los Jonas Brothers: Greg Garbowsky, Ryan Liestman (anteriormente), y Jack Lawless.

## Música
John Taylor ayudó en la producción musical de los Jonas Brothers tocando la guitarra principal para la banda. El nombre de John aparece en la exitosa canción de los Jonas Brothers "Lovebug". "No way, John Taylor!" se puede oír claramente en el fondo en 1:05. También en la canción Burnin' Up.

## Actuaciones
John Taylor ha tocado la guitarra junto a los Jonas Brothers mientras ellos tocaban con Stevie Wonder, Brad Paisley, Steven Curtis Chapman, Michael W. Smith, Amy Grant, Vince Gill, Dan Aykroyd, Demi Lovato, Jordin Sparks, Jesse McCartney, Taylor Swift, y Miley Cyrus.

## Televisión y cine
Como los miembros de la banda Greg Garbowsky, Ryan Liestman y Jack Lawless, John Taylor ha tocado junto a los Jonas Brothers. Ha actuado en televisión y en muchas galas de premios, tales como los premios Grammy, Saturday Night Live, Dick Clark's New Year's Rockin' Eve, Premios American Music, Bailando con las estrellas, MTV Video Music Awards, los premios The Much Music Video, la serie de conciertos de veranos de Good Morning America, la serie de conciertos de Today Show, y FN MTV. También hizo varias apariciones en The Ellen DeGeneres Show y en otros muchos programas de entrevistas como The Tonight Show with Jay Leno, Jimmy Kimmel Live!, Live with Regis and Kelly, y The Oprah Winfrey Show. También tocó en el Disney Channel Kids Inaugural Ha aparecido en varios episodios de Jonas Brothers: Living the Dream con los Jonas Brothers.
Actuó en el Hannah Montana & Miley Cyrus: Best of Both Worlds Concert y en el Jonas Brothers: The 3D Concert Experience.
También apareció en el episodio 5, "Band's Best Friend", de la serie de televisión de los Jonas Brothers, JONAS, como el profesor de historia de Joe.
Aparece en el documental de YouTube de 2017 de Demi Lovato, Demi Lovato: Simply Complicated.

## Vida personal
John Taylor se graduó en el State College Area High School, en la State College, Pensilvania, antes de asistir a la Berklee College of Music y a la Universidad Estatal de Pensilvania.